# Талейархан, Рузи
Рузи Талейархан (англ. Rusi P. Taleyarkhan) — американский физик индийского происхождения, известный своими спорными работами в области термоядерного синтеза на базе сонолюминесценции.
С 2003 года является преподавателем департамента ядерной техники Университета Пердью. Ранее работал в Национальной лаборатории Оук-Ридж в г. Оук-Ридж, шт. Теннесси. Получил степень бакалавра техники в области механики в
Индийском техническом университете (г. Мадрас) в 1977 году, степени магистра наук и доктора философии в области ядерной физики и техники в Политехническом институте Ренселлера в 1978 и 1982 годах соответственно. Там же получил степень магистра управления бизнесом.
В июле 2008 года признан виновным в фальсификации данных исследований наблюдательным советом Университета Пердью.

## Дискуссия о соносинтезе
В 2002 году, будучи старшим исследователем в лаборатории Оук-Ридж, Талейархан опубликовал статью в журнале Science о термоядерном синтезе, достигнутом за счёт облучения контейнера с жидким растворителем сильными ультразвуковыми волнами. Процесс известен как соносинтез или пузырьковый синтез. Теоретически, звуковые колебания вызывают в растворителе коллапс газовых пузырьков, при котором развиваются сверхвысокие температуры и давления, достаточные для осуществления термоядерных реакций. После своего перехода из Оук-Ридж в Пердью в 2003 году, Талейархан опубликовал ещё несколько статей в ведущих реферируемых журналах (Physical Review, Physical Review Letters и др.) на ту же тему.
Ряд учёных — из Геттингенского университета, Калифорнийского университета в Лос-Анджелесе, Университета Иллинойс, бывшие коллеги Талейархана из лаборатории Оук-Ридж и группа исследователей Калифорнийского университета, финансируемых Министерством военно-морского флота — предприняли неудачные попытки повторить результаты Талейархана. Статьи об этом были опубликованы в Physical Review Letters.
Сообщается, что результаты Талейархана были подтверждены
Эдвардом Форинджером
из университета
Ле-Турне
в лаборатории самого Талейархана в Пердью в ноябре 2006 года. Журнал «Хроники высшего образования» (Chronicle of Higher Education), однако, отметил некоторые проблемы с верификацией результатов Талейархана:

During this time, Dr. Taleyarkhan says, two more scientists came into his laboratory and independently verified bubble fusion. Dr. Taleyarkhan contends that both were experts and did their work independently of him. But in interviews, both researchers contradict aspects of that account. One of those scientists, Edward R. Forringer, a professor of physics at LeTourneau University, in Texas, says he is certainly not an expert. Nonetheless, he says he is confident that his results do support the reality of bubble fusion.

«В этот раз д-р Талейархан утверждает, что два исследователя прибыли в его лабораторию и независимо проверили наличие пузырькового синтеза. Д-р Талейархан утверждает, что оба сотрудника являются экспертами и работали независимо от него. Однако в интервью оба исследователя противоречат этому сообщению. Один их учёных, Эдвард Форринджер, профессор физики Университета Ле-Турне в Техасе, говорит, что он не является экспертом. Тем не менее, он уверен, что его результаты подтверждают существование пузырькового синтеза».
Результаты Форринджера не опубликованы ни в одном из реферируемых журналов.
10 мая 2007 года Университет Пердью объявил, что он подключит ещё как минимум одного независимого учёного к расследованию деятельности Талейархана и настаивает, чтобы экспертная группа Конгресса проверила использование федеральных средств на попытки воспроизвести результаты Талейархана. Экспертная группа выразила озабоченность, что утверждения Талейархана о независимости проверки крайне сомнительны и подвергла критике Университет Пердью за привлечение к расследованию тех же самых трёх членов комитета, участвовавших в предыдущей проверке. Талейархан назвал отчёт односторонним и преувеличенным, но согласился сотрудничать.
10 сентября 2007 года Университет Пердью сообщил, что его внутренний комитет постановил приостановить исследования и возобновить формальное расследование.
В июле 2008 года Талейархан был признан виновным в халатности и фальсификации результатов исследований (комиссия подтвердила нарушение научной этики, так как Талеархан называл работу своего аспиранта независимым подтверждением собственных данных, а на самом деле участвовал в его работе; в то же время, доказательств собственно фальсификации результатов предоставлено не было) и 27 августа 2008 года его статус члена выпускной комиссии университета был понижен до «члена специальной выпускной комиссии». Ему разрешалось работать в выпускных комиссиях, но он не мог в течение 3 лет работать в качестве профессора или ассистента со студентами выпускных групп
В сентябре 2008 года Талейархан получил грант на $185 000 от Национального научного фонда на исследование пузырькового синтеза, несмотря на обвинения в халатности, однако Отдел военно-морских исследований в 2009 году занёс его в список людей, которым закрыто финансирование.